# Mahdi Azar Jazdi
Mahdi Azar Jazdi (persijski: مهدی آذر یزدی‎ 1921—2009) bio je značajan iranski dečiji pisac. Karijeru je započeo 1956. godine. Njegove knjige su adaptacije dela klasične persijske književnosti koja su prerađena za decu jednostavnim razumljivim stilom. Njegova najznačajnija knjiga je Dobre priče za dobru decu, koja je i nagrađena.

## Lični život
Prepoznatljiv autor dečijih knjiga Mahdi Azar Jazdi rođen je 1921. godine u Jazdu. Njegovi preci su bili pripadnici zoroastrijanske vere koji su se, docnije, preobratili u islam. Naučio je da čita i piše od svog oca, a kasnije je sam nastavio svoje obrazovanje. Dok je bio tinejdžer, provodio je svoje vreme čitajući knjige, uključujući „Kur'an”, „Mafatih-ul-DŽinan”, „Masnavi”, dela „Sadija Širazija” i „Hafezov Divan”. Godine 1944. napustio je svoj rodni grad i došao da živi u Teheran. Azar Jazdi je radio kao građevinski radnik i običaan radnik u radionicama čarapa, izdavačkim kućama i knjižarama. Radio je za izdavačke kuće kao što su „Amir Kavir”, „Ašrafi” i „Etela'at”.
NJegov usvojeni sin Mohamad Saburi se 1949. upoznao sa Azarom Jazdijem. Mohamad je bio zaposlen u fotografskoj kući u Jazdu u kojoj je i Azar Jazdi radio. U stvari, Azar Jazdi je napustio firmu kada je naišao na osmogodišnjeg Mohameda koji je plakao nakon što ga je vlasnik firme odbio. Usvojio ga je po savetu jednog od njegovih prijatelja.

„Podsticanje je glavni faktor koji tera osobu da započne neki zadatak i da ga nastavi. Nisam imao nikoga da me ohrabi (kada sam bio mlad), a moji roditelji su me prekorevali zbog toga što pišem detinjaste priče“
 rekao je Azar Jazdi tokom ceremonije koju je, u njegovu čast, održala Udruženje iranskih uzornih ličnosti u februaru 2007. godine.

„Kada sam imao 35 godina, napustio sam Jazd i kasnije sam počeo čitati „Kalilu i Dimnu”, što je bilo veoma teško. Međutim, bilo mi je vrlo lepo i nakon toga sam odlučio da pišem za decu. Nisam tražio ni slave ni novca, ja sam samo želeo da uradim dobar posao, pa sam napisao Dobre priče za dobru decu“
, rekao je on tokom pomenute ceremonije.
Azar Jazdi se nikad nije ženio. Jednom su ga pitali koji je razlog za to i on se našalio:
 „Ne bih mogao da živim sa ludom ženom, a da je ona mudra žena, nikad ne bi mogla živeti sa mnom!“

Verovao je da mu život duguje nešto, 
 rekavši: „Često sam bio samo na nečijoj usluzi, uvek sam štedeo i bilo mi je teško da to činim.“

„Nikada ne jedem dobro, osim na zabavama ili ovde (u domu njegovog usvojenog sina u Karadžu). Nikad nisam lepo obučen. Neki ljudi smatraju da sam škrtica zbog mog štedljivog načina života. Kada nemam prihoda, moram da budem štedljiv . Hvala Bogu da nikada nisam učinio zlo i nikada nisam bio na lošem glasu.“

Azar Jazdi je umro 2009. godine, nakon kraće bolesti u bolnici Teheran Atijeh, a njegovo telo je sahranjeno u njegovom rodnom gradu, Jazdu.
Dan njegove smrti izabran je za Nacionalni dan dečije književnosti.

## Knjige
Najpoznatija knjiga Azar Jazdija bila je Dobre priče za dobru decu (قصه‌های خوب برای بچه‌های خوب) štampana u osam knjiga. Radi se o zbirci priča i basni koje su izabrane na osnovu nekoliko dela klasične persijske literature, uključujući „Kalilu va Dimna”, „Đulistan”, „Masnavi-e Ma'navi”, „Marzban-Nameh”, „Sindbad-Name”, „Kabus-Name”, „Makalat Šamsa Tabrizija”, „DŽami'-ul-Hikajat”, „Sijasat-Name”, i nekih priča iz Kur'ana i života Muhameda i Četrnaest Nepogrešivih. Knjiga je dobila nagradu UNESCO-a 1966. godine i bila je najbolja knjiga godine 1967. godine, osvojivši Imperijalnu nagradu za knjigu godine (جایزه سلطنتی کتاب سال).
„Dobre priče za dobru decu” je prevedena na razne jezike, uključujući španski, jermenski, Chinese, kineski i ruski.
Azar Jazdi je planirao da načini još knjiga za ovaj serijal.
Još je i autor „Nestašne mačke”, „Razigrane mačke”, „Prostih priča”, "Poezije šećera i Med"a i „Masnavija Dobre Dece”.
Još jedno od njegovih dela, „Adam”, izabrano je za najbolju knjigu godine 1968.